# 2012-13년 UEFA 챔피언스리그
2012-13년 UEFA 챔피언스리그(2012-13 UEFA Champions League)는 유럽 축구 연맹(UEFA)의 최상위 클럽 축구 대회인 유럽 축구 연맹(UEFA)의 최상위 클럽 축구 대회인 UEFA 챔피언스리그의 58번째 시즌으로, 대회 명칭이 유러피언컵에서 UEFA 챔피언스리그로 바뀐 이후의 21번째 시즌이다.
결승전은 세계에서 가장 오래된 축구 협회인 잉글랜드 축구 협회의 창립 150주년을 기념하여 2013년 5월 25일에 잉글랜드 런던에 위치한 웸블리 스타디움에서 개최되었다. 이로써 웸블리 스타디움은 7번 챔피언스리그 결승전을 열게 되었다. 결승전에서 바이에른 뮌헨이 보루시아 도르트문트를 2-1로 이기고 통산 5번째 우승을 차지하였다.
한편 전 대회 우승팀 첼시는 조별 리그에서 탈락하며 전 대회 우승 팀이면서 16강 토너먼트에 진출하지 못한 첫 번째 팀이 되었다. 그리고 첼시는 2012-13년 UEFA 유로파리그 시즌에서 우승을 거두며, UEFA 챔피언스리그와 UEFA 유로파리그를 연년으로 우승한 최초의 구단이 된다.

## 협회별 팀 배정
52개의 UEFA 소속 협회(자국 리그가 없는 리히텐슈타인은 제외)에서 총 76개의 팀이 참가한다. 위의 축구 협회는 2006-07 시즌부터 2010-11 시즌까지의 유럽 대항전에서의 성과가 수치화된 2011년도 기준 UEFA 계수에 따라 순위가 매겨진다.
순위에 따른 UEFA 챔피언스 리그 할당 팀 수.
- 1~3위의 협회는 4팀에게 참가자격이 주어진다.
- 4~6위의 협회는 3팀에게 참가자격이 주어진다.
- 7~15위의 협회는 2팀에게 참가자격이 주어진다.
- 16~53위의 협회는 1팀에게 참가자격이 주어진다. (리히텐슈타인 제외)

프리미어리그 2011-12를 상위 4위 안에 있지 못하고 시즌은 마감하였으나 UEFA 챔피언스리그 2011-12에서 우승팀 첼시의 경우에는 어떠한 협회도 5개 이상의 팀에게 참가자격을 줄 수 없는 규정에 의해 프리미어리그 2011-12의 4위 팀인 토트넘 홋스퍼를 대신해서 챔피언스리그에 참가한다. (대신 토트넘은 2012-13년 UEFA 유로파리그에 참가한다.)

### 축구 협회 순위
| 순위 | 축구 협회  | 계수   | 팀수 |
| ---- | ---------- | ------ | ---- |
| 1    | 잉글랜드   | 85.785 | 4    |
| 2    | 스페인     | 82.329 | 4    |
| 3    | 독일       | 69.436 | 4    |
| 4    | 이탈리아   | 60.552 | 3    |
| 5    | 프랑스     | 53.678 | 3    |
| 6    | 포르투갈   | 51.596 | 3    |
| 7    | 러시아     | 44.707 | 2    |
| 8    | 우크라이나 | 43.883 | 2    |
| 9    | 네덜란드   | 40.129 | 2    |
| 10   | 터키       | 35.050 | 2    |
| 11   | 그리스     | 34.166 | 2    |
| 12   | 덴마크     | 30.550 | 2    |
| 13   | 벨기에     | 27.000 | 2    |
| 14   | 루마니아   | 25.824 | 2    |
| 15   | 스코틀랜드 | 25.141 | 2    |
| 16   | 스위스     | 24.900 | 1    |
| 17   | 이스라엘   | 22.000 | 1    |
| 18   | 체코       | 20.850 | 1    |

| 순위 | 축구 협회             | 계수   | 팀수 |
| ---- | --------------------- | ------ | ---- |
| 19   | 오스트리아            | 20.700 | 1    |
| 20   | 키프로스              | 18.124 | 1    |
| 21   | 불가리아              | 17.875 | 1    |
| 22   | 크로아티아            | 16.124 | 1    |
| 23   | 벨라루스              | 16.083 | 1    |
| 24   | 폴란드                | 15.916 | 1    |
| 25   | 슬로바키아            | 14.499 | 1    |
| 26   | 노르웨이              | 14.375 | 1    |
| 27   | 세르비아              | 14.250 | 1    |
| 28   | 스웨덴                | 14.125 | 1    |
| 29   | 보스니아 헤르체고비나 | 9.124  | 1    |
| 30   | 핀란드                | 8.966  | 1    |
| 31   | 아일랜드              | 8.708  | 1    |
| 32   | 헝가리                | 8.500  | 1    |
| 33   | 몰도바                | 7.749  | 1    |
| 34   | 리투아니아            | 7.708  | 1    |
| 35   | 라트비아              | 7.415  | 1    |

| 순위 | 축구협회     | 계수  | 팀수 |
| ---- | ------------ | ----- | ---- |
| 36   | 조지아       | 6.957 | 1    |
| 37   | 아제르바이잔 | 6.165 | 1    |
| 38   | 슬로베니아   | 6.124 | 1    |
| 39   | 마케도니아   | 5.207 | 1    |
| 40   | 아이슬란드   | 4.957 | 1    |
| 41   | 카자흐스탄   | 4.374 | 1    |
| 42   | 리히텐슈타인 | 4.000 | 0    |
| 43   | 몬테네그로   | 3.875 | 1    |
| 44   | 알바니아     | 3.874 | 1    |
| 45   | 에스토니아   | 3.791 | 1    |
| 46   | 웨일스       | 2.790 | 1    |
| 47   | 아르메니아   | 2.583 | 1    |
| 48   | 몰타         | 2.416 | 1    |
| 49   | 북아일랜드   | 2.249 | 1    |
| 50   | 페로 제도    | 1.416 | 1    |
| 51   | 룩셈부르크   | 1.374 | 1    |
| 52   | 안도라       | 1.000 | 1    |
| 53   | 산마리노     | 0.916 | 1    |

### 팀 분배
토트넘 홋스퍼 FC가 비 우승팀으로서 챔피언스리그 플레이오프에 진출권을 가졌으나 첼시의 UEFA 챔피언스리그 2011-12 우승으로 인해 유로파리그로 진출하게 되었다. 그 결과로 플레이오프에 한 자리가 비게 되었고 이하와 같이 기존 할당 방식에 변화가 생긴다.
- 6위 협회(포르투갈)의 3위 팀과 7위 협회(러시아)의 2위 팀이 3차 예선에서 플레이오프로 승격된다.

|                      |                      | 본 라운드로 진출팀 수                                                                                       | 이전 라운드에서 승격되는 팀수                                                          |
| -------------------- | -------------------- | --- | -------------------------------------------------------------------------------------- |
| 1차 예선전 (6개 팀)  | 1차 예선전 (6개 팀)  | - 48~53위 협회의 6개 우승팀                                                                                 |                                                                                        |
| 2차 예선전 (34개 팀) | 2차 예선전 (34개 팀) | - 16~47위 협회의 31개 우승팀 (리히텐슈타인 제외)                                                            | - 1차 예선전에서 승리한 3개 팀                                                         |
| 3차 예선전           | 우승팀 (20개 팀)     | - 13~15위 협회의 3개 우승팀                                                                                 | - 2차 예선전에서 승리한 17개 팀                                                        |
| 3차 예선전           | 비 우승팀 (8개 팀)   | - 8~15위 협회의 8개 준우승팀                                                                                |                                                                                        |
| 플레이오프           | 우승팀 (10개 팀)     | | - 우승팀 자격의 3차 예선전에서 승리한 10개 팀                                          |
| 플레이오프           | 비 우승팀 (10개 팀)  | - 7위 협회의 1개 준우승팀 - 4~6위 협회의 3개 3위 팀 - 1~3위 협회의 2개 4위 팀 (토트넘 홋스퍼의 빈자리를 뺀) | - 비 우승팀 자격의 3차 예선에서 4개 승리팀                                             |
| 조별 리그 (32개 팀)  | 조별 리그 (32개 팀)  | - 전 대회 우승팀 - 1~12위 협회의 12개 우승팀 - 1~6위 협회의 6개 준우승팀 - 1~3위 협회의 3개 3위팀           | - 우승팀 자격의 플레이오프에서 5개 승리팀 - 비 우승팀 자격의 플래에오프에서 5개 승리팀 |
| 토너먼트 (16개 팀)   | 토너먼트 (16개 팀)   | | - 조별리그에서 8개 1위 팀 - 조별리그에서 8개 2위 팀                                    |

### 참가팀
괄호 안은 이전 시즌의 리그 순위다.
('P-1위'는 자국 리그의 플레이오프 우승팀을 나타낸다.)
| 조별 리그                     | 조별 리그                 | 조별 리그                     | 조별 리그                     |
| ----------------------------- | ------------------------- | ----------------------------- | ----------------------------- |
| 첼시 (6위)TH                  | 발렌시아 (3위)            | 몽펠리에 (1위)                | 아약스 (1위)                  |
| 맨체스터 시티 (1위)           | 보루시아 도르트문트 (1위) | 파리 생제르맹 (2위)           | 갈라타사라이 (1위)            |
| 맨체스터 유나이티드 (2위)     | 바이에른 뮌헨 (2위)       | 포르투 (1위)                  | 올림피아코스 (1위)            |
| 아스널 (3위)                  | 샬케 04 (3위)             | 벤피카 (2위)                  | 노르셸란 (1위)                |
| 레알 마드리드 (1위)           | 유벤투스 (1위)            | 제니트 상트페테르부르크 (1위) |                               |
| 바르셀로나 (2위)              | 밀란 (2위)                | 샤흐타르 도네츠크 (1위)       |                               |
| 플레이오프                    |                           |                               |                               |
| 우승팀                        | 비우승팀                  | 비우승팀                      | 비우승팀                      |
|                               | 말라가 (4위)              | 우디네세 (3위)                | 브라가 (3위)                  |
| 보루시아 묀헨글라트바흐 (4위) | 릴 (3위)                  | 스파르타크 모스크바 (2위)     |                               |
| 3차 예선                      |                           |                               |                               |
| 우승팀                        | 비우승팀                  | 비우승팀                      | 비우승팀                      |
| 안데를레흐트 (1위)            | 디나모 키예프 (2위)       | 파나티나이코스 (P-1위)        | 바슬루이 (2위)                |
| CFR 클루지 (1위)              | 페예노르트 (2위)          | 코펜하겐 (2위)                | 마더웰 (3위)비고 SCO          |
| 셀틱 (1위)                    | 페네르바체 (2위)          | 클뤼프 브뤼허 (2위)           |                               |
| 2차 예선                      |                           |                               |                               |
| 바젤 (1위)                    | 실롱스크 브로츠와프 (1위) | 데브레체니 (1위)              | KR (1위)                      |
| 이로니 키르야트시모나 (1위)   | 질리나 (1위)              | 셰리프 티라스폴 (1위)         | 샤흐타르 카라간디 (1위)       |
| 슬로반 리베레츠 (1위)         | 몰데 (1위)                | 에크라나스 (1위)              | 부두츠노스트 포드고리차 (1위) |
| 레드불 잘츠부르크 (1위)       | 파르티잔 (1위)            | 벤츠필스 (1위)                | 스컨데르베우 코르처 (1위)     |
| AEL 리마솔 (1위)              | 헬싱보리 (1위)            | 제스타포니 (1위)              | 플로라 탈린 (1위)             |
| 루도고레츠 라즈그라드 (1위)   | 젤레즈니차르 (1위)        | 네프치 바쿠 (1위)             | 더 뉴 세인츠 (1위)            |
| 디나모 자그레브 (1위)         | HJK 헬싱키 (1위)          | 마리보르 (1위)                | 율리세스 (1위)                |
| BATE 보리소프 (1위)           | 섐록 로버스 (1위)         | 바르다르 (1위)                |                               |
| 1차 예선                      |                           |                               |                               |
| 발레타 (1위)                  | B36 토르스하운 (1위)      | 루시타노스 (1위)              |                               |
| 린필드 (1위)                  | F91 뒤들랑주 (1위)        | 트레 펜네 (1위)               |                               |

비고
- TH은 전 대회 우승팀
- 스코틀랜드 (SCO): 레인저스가 스코틀랜드 프리미어리그 2011-12 시즌을 2위로 마쳤지만, 구단이 법정 관리 상태에 들어갔기 때문에 2012-13년 UEFA 챔피언스리그에 참가할 자격이 없다. 그 결과로 리그 3위인 마더웰이 비우승팀 자격으로 챔피언스리그 진출 자격을 갖게 된다.[5]

## 경기일와 추첨일 일정
모든 추첨은 특별한 경우가 아니면 UEFA 본부가 있는 스위스 니옹에서 열린다.
| 단계       | 라운드       | 추첨일                   | 제1차전                                | 제2차전                                |
| ---------- | ------------ | ------------------------ | -------------------------------------- | -------------------------------------- |
| 예선전     | 1차 예선전   | 2012년 6월 25일          | 2012년 7월 3~4일                       | 2012년 7월 10~11일                     |
| 예선전     | 2차 예선전   | 2012년 6월 25일          | 2012년 7월 17~18일                     | 2012년 7월 24~25일                     |
| 예선전     | 3차 예선전   | 2012년 7월 20일          | 2012년 7월 31일 ~ 8월 1일              | 2012년 8월 7~8일                       |
| 플레이오프 | 플레이오프전 | 2012년 8월 10일          | 2012년 8월 21~22일                     | 2012년 8월 28~29일                     |
| 조별 리그  | 제1 경기일   | 2012년 8월 30일 (모나코) | 2012년 9월 18~19일                     | 2012년 9월 18~19일                     |
| 조별 리그  | 제2 경기일   | 2012년 8월 30일 (모나코) | 2012년 10월 2~3일                      | 2012년 10월 2~3일                      |
| 조별 리그  | 제3 경기일   | 2012년 8월 30일 (모나코) | 2012년 10월 23~24일                    | 2012년 10월 23~24일                    |
| 조별 리그  | 제4 경기일   | 2012년 8월 30일 (모나코) | 2012년 11월 6~7일                      | 2012년 11월 6~7일                      |
| 조별 리그  | 제5 경기일   | 2012년 8월 30일 (모나코) | 2012년 11월 20~21일                    | 2012년 11월 20~21일                    |
| 조별 리그  | 제6 경기일   | 2012년 8월 30일 (모나코) | 2012년 12월 4~5일                      | 2012년 12월 4~5일                      |
| 토너먼트   | 16강전       | 2012년 12월 14일         | 2013년 2월 12~13일 & 18~20일           | 2013년 3월 5~6일 & 12~13일             |
| 토너먼트   | 8강전        | 2013년 3월 15일          | 2013년 4월 2~3일                       | 2013년 4월 9~10일                      |
| 토너먼트   | 준결승전     | 2013년 3월 15일          | 2013년 4월 23~24일                     | 2013년 4월 30일 ~ 5월 1일              |
| 토너먼트   | 결승전       | 2013년 3월 15일          | 2013년 5월 25일 (런던 웸블리 스타디움) | 2013년 5월 25일 (런던 웸블리 스타디움) |

## 예선전
예선전과 플래이오프전은 2012 UEFA 계수에 따라 참가팀을 시드팀과 비시드팀으로 나뉘고 홈 앤드 어웨이 방식으로 치러진다. 그리고 같은 협회에서 나온 팀은 대진할 수 없다.

### 1차 예선전
1차 예선전과 2차 예선전의 대진 추첨이 6월 25일 열렸다. 1차전은 7월 3일과 4일에 열렸고, 2차전은 7월 10일과 11일에 열렸다.
| 팀 1           | 합계         | 팀 2           | 1차전 | 2차전       |
| -------------- | ------------ | -------------- | ----- | ----------- |
| 'F91 뒤들랑주' | 11 - 0       | 트레 펜네      | 7 - 0 | 4 - 0       |
| '발레타'       | 11 - 0       | 루시타노스     | 9 - 0 | 2 - 0       |
| '린필드'       | 0 - 0 (4-3p) | B36 토르스하운 | 0 - 0 | 0 - 0 (aet) |

### 2차 예선전
1차전은 7월 17일과 18일에 열리고, 2차전은 7월 24일과 25일에 열릴 예정이다.
| 팀 1                    | 합계      | 팀 2                  | 1차전 | 2차전       |
| ----------------------- | --------- | --------------------- | ----- | ----------- |
| 스컨데르베우 코르처     | 1 - 3     | 데브레체니            | 1 - 0 | 0 - 3       |
| 마리보르                | 6 - 2     | 젤레즈니차르          | 4 - 1 | 2 - 1       |
| 질리나                  | 1 - 2     | 이로니 키르야트시모나 | 1 - 0 | 0 - 2       |
| BATE 보리소프           | 3 - 2     | 바르다르              | 3 - 2 | 0 - 0       |
| 'AEL 리마솔'            | 3 - 0     | 린필드                | 3 - 0 | 0 - 0       |
| 섐록 로버스             | 1 - 2     | 에크라나스            | 0 - 0 | 1 - 2       |
| 플로라 탈린             | 0 - 5     | 바젤                  | 0 - 2 | 0 - 3       |
| 더 뉴 세인츠            | 0 - 3     | 헬싱보리              | 0 - 0 | 0 - 3       |
| 'HJK 헬싱키'            | 9 - 1     | KR                    | 7 - 0 | 2 - 1       |
| 몰데                    | 4 - 1     | 벤츠필스              | 3 - 0 | 1 - 1       |
| 'F91 뒤들랑주'          | (a) 4 - 4 | 레드불 잘츠부르크     | 1 - 0 | 3 - 4       |
| 슬로반 리베레츠         | 2 - 1     | 샤흐타르 카라간디     | 1 - 0 | 1 - 1 (aet) |
| 루도고레츠 라즈그라드   | 3 - 4     | 디나모 자그레브       | 1 - 1 | 2 - 3       |
| 네프치 바쿠             | 5 - 2     | 제스타포니            | 3 - 0 | 2 - 2       |
| 율리세스                | 0 - 2     | 셰리프 티라스폴       | 0 - 1 | 0 - 1       |
| 발레타                  | 2 - 7     | 파르티잔              | 1 - 4 | 1 - 3       |
| 부두츠노스트 포드고리차 | 1 - 2     | 실롱스크 브로츠와프   | 0 - 2 | 1 - 0       |

### 3차 예선전
3차 예선전은 우승팀 부문과 비우승팀 부문으로 나뉜다. 그리고 패배한 팀은 2012-13년 UEFA 유로파리그 플레이오프전으로 진출한다.
1차전은 2012년 7월 31일과 8월 1일에 열리고, 2차전은 2012년 8월 7일과 8일에 열린다.
| 팀 1                  | 합계             | 팀 2             | 1차전            | 2차전            |
| 리그 우승팀 부문      | 리그 우승팀 부문 | 리그 우승팀 부문 | 리그 우승팀 부문 | 리그 우승팀 부문 |
| --------------------- | ---------------- | ---------------- | ---------------- | ---------------- |
| 마리보르              | 5 - 1            | F91 뒤들랑주     | 4 - 1            | 1 - 0            |
| BATE 보리소프         | 3 - 1            | 데브레체니       | 1 - 1            | 2 - 0            |
| 'CFR 클루지'          | 3 - 1            | 슬로반 리베레츠  | 1 - 0            | 2 - 1            |
| 안데를레흐트          | 11 - 0           | 에크라나스       | 5 - 0            | 6 - 0            |
| 실롱스크 브로츠와프   | 1 - 6            | 헬싱보리         | 0 - 3            | 1 - 3            |
| 셰리프 티라스폴       | 0 - 5            | 디나모 자그레브  | 0 - 1            | 0 - 4            |
| 셀틱                  | 4 - 1            | HJK 헬싱키       | 2 - 1            | 2 - 0            |
| 몰데                  | 1 - 2            | 바젤             | 0 - 1            | 1 - 1            |
| 이로니 키르야트시모나 | 6 - 2            | 네프치 바쿠      | 4 - 0            | 2 - 2            |
| 'AEL 리마솔'          | 2 - 0            | 파르티잔         | 1 - 0            | 1 - 0            |
| 리그 비우승팀 부문    |                  |                  |                  |                  |
| 페네르바체            | 5 - 2            | 바슬루이         | 1 - 1            | 4 - 1            |
| 마더웰                | 0 - 5            | 파나티나이코스   | 0 - 2            | 0 - 3            |
| 코펜하겐              | 3 - 2            | 클뤼프 브뤼허    | 0 - 0            | 3 - 2            |
| 디나모 키예프         | 3 - 1            | 페예노르트       | 2 - 1            | 1 - 0            |

## 플레이오프
플레이오프전은 우승팀, 비우승팀의 2개 부문으로 나누어 치러진다. 양 부문에서 패배하는 팀은 2012-13년 UEFA 유로파리그 조별 리그로 진출하게 된다.
플레이오프전 대진 추첨은 2012년 8월 10일에 치러졌다. 1차전은 8월 21일 또는 22일에 열릴 예정이며, 2차전은 8월 28일, 29일에 열린다.
| 팀 1                    | 합계             | 팀 2                  | 1차전            | 2차전            |
| 리그 우승팀 부문        | 리그 우승팀 부문 | 리그 우승팀 부문      | 리그 우승팀 부문 | 리그 우승팀 부문 |
| ----------------------- | ---------------- | --------------------- | ---------------- | ---------------- |
| 바젤                    | 1 - 3            | CFR 클루지            | 1 - 2            | 0 - 1            |
| 헬싱보리                | 0 - 4            | 셀틱                  | 0 - 2            | 0 - 2            |
| BATE 보리소프           | 3 - 1            | 이로니 키르야트시모나 | 2 - 0            | 1 - 1            |
| AEL 리마솔              | 2 - 3            | 안데를레흐트          | 2 - 1            | 0 - 2            |
| 디나모 자그레브         | 3 - 1            | 마리보르              | 2 - 1            | 1 - 0            |
| 리그 비우승팀 부문      |                  |                       |                  |                  |
| 브라가                  | 2 - 2 (5-4p)     | 우디네세              | 1 - 1            | 1 - 1            |
| 스파르타크 모스크바     | 3 - 2            | 페네르바체            | 2 - 1            | 1 - 1            |
| 말라가                  | 2 - 0            | 파나티나이코스        | 2 - 0            | 0 - 0            |
| 보루시아 묀헨글라드바흐 | 3 - 4            | 디나모 키예프         | 1 - 3            | 2 - 1            |
| 코펜하겐                | 1 - 2 1          | 릴                    | 1 - 0            | 0 - 2            |

주석
- 주석 1: 원래의 대진 추첨 이후 대진이 바뀌었다.

## 조별 리그
조별리그 대진 추첨식은 2012년 8월 30일 모나코에서 열렸다. 32개 팀은 각각의 2012년 UEFA 계수를 기준으로 4개 시드로 나뉘어 배치됐고, 현 우승팀인 첼시는 자동적으로 1번 시드에 배정됐다. 팀들은 각각 4개 팀으로 구성된 8개 조로 나뉘었고 같은 협회 출신의 구단은 같은 조에 배정되지 못한다.
각 조의 팀들은 각각의 팀들과 리그전 방식으로 홈-어웨이 경기를 치르게 된다. 경기일은 9월 18-19일, 10월 2-3일, 10월 23-24일, 11월 6-7일, 11월 20-21일, 12월 4-5일에 열릴 예정이다. 조 1, 2위 팀은 16강으로 진출하게 되고, 3위팀은 2012-13년 UEFA 유로파리그 토너먼트전으로 진입하게 된다.
17개의 축구 협회에서 나온 팀들이 조별리그에 진출했다. 몽펠리에, 노르셸란과 말라가는 조별리그에 처음으로 진출한 팀이다.
| 조 | 1번 시드            | 2번 시드          | 3번 시드            | 4번 시드            |
| -- | ------------------- | ----------------- | ------------------- | ------------------- |
| A  | 포르투              | 디나모 키예프     | 파리 생제르맹       | 디나모 자그레브     |
| B  | 아스널              | 샬케 04           | 올림피아코스        | 몽펠리에            |
| C  | 밀란                | 제니트            | 안데를레흐트        | 말라가              |
| D  | 레알 마드리드       | 맨체스터 시티     | 아약스              | 보루시아 도르트문트 |
| E  | 첼시                | 샤흐타르 도네츠크 | 유벤투스            | 노르셸란            |
| F  | 바이에른 뮌헨       | 발렌시아          | 릴                  | 보리소프            |
| G  | 바르셀로나          | 벤피카            | 스파르타크 모스크바 | 셀틱                |
| H  | 맨체스터 유나이티드 | 브라가            | 갈라타사라이        | 클루지              |

| 조 순위 표의 색 정보                           |
| ---------------------------------------------- |
| 조 1위와 2위 팀은 16강으로 진출한다.           |
| 조 3위 팀은 UEFA 유로파리그의 32강에 진입한다. |
| 4위 팀은 유럽 클럽 대항전에서 제외된다.        |

### A조
| 구단            | 경기 | 승 | 무 | 패 | 득 | 실 | 차  | 승점 |
| --------------- | ---- | -- | -- | -- | -- | -- | --- | ---- |
| 파리 생제르맹   | 6    | 5  | 0  | 1  | 14 | 3  | +11 | 15   |
| 포르투          | 6    | 4  | 1  | 1  | 10 | 4  | +6  | 13   |
| 디나모 키예프   | 6    | 1  | 2  | 3  | 6  | 10 | -4  | 5    |
| 디나모 자그레브 | 6    | 0  | 1  | 5  | 1  | 14 | -13 | 1    |

|                 | DZ  | DK  | PSG | POR |
| --------------- | --- | --- | --- | --- |
| 디나모 자그레브 | –   | 1-1 | 0-2 | 0-2 |
| 디나모 키예프   | 2-0 | –   | 0-2 | 0-0 |
| 파리 생제르맹   | 4-0 | 4-1 | –   | 2-1 |
| 포르투          | 3-0 | 3-2 | 1-0 | –   |

### B조
| 구단         | 경기 | 승 | 무 | 패 | 득 | 실 | 차 | 승점 |
| ------------ | ---- | -- | -- | -- | -- | -- | -- | ---- |
| 샬케 04      | 6    | 3  | 3  | 0  | 10 | 6  | +4 | 12   |
| 아스널       | 6    | 3  | 1  | 2  | 10 | 8  | +2 | 10   |
| 올림피아코스 | 6    | 3  | 0  | 3  | 9  | 9  | 0  | 9    |
| 몽펠리에     | 6    | 0  | 2  | 4  | 6  | 12 | -6 | 2    |

|              | MNP | SCH | ARS | OLY |
| ------------ | --- | --- | --- | --- |
| 몽펠리에     | –   | 1-1 | 1-2 | 1-2 |
| 샬케 04      | 2-2 | –   | 2-2 | 1-0 |
| 아스널       | 2-0 | 0-2 | –   | 3-1 |
| 올림피아코스 | 3-1 | 1-2 | 2-1 | –   |

### C조
| 구단         | 경기 | 승 | 무 | 패 | 득 | 실 | 차 | 승점 |
| ------------ | ---- | -- | -- | -- | -- | -- | -- | ---- |
| 말라가       | 6    | 3  | 3  | 0  | 12 | 5  | +7 | 12   |
| 밀란         | 6    | 2  | 2  | 2  | 7  | 6  | +1 | 8    |
| 제니트       | 6    | 2  | 1  | 3  | 6  | 9  | -3 | 7    |
| 안데를레흐트 | 6    | 1  | 2  | 3  | 4  | 9  | -5 | 5    |

|                         | MAL | MIL | AND | ZEN |
| ----------------------- | --- | --- | --- | --- |
| 말라가                  | –   | 1-0 | 2-2 | 3-0 |
| 밀란                    | 1-1 | –   | 0-0 | 0-1 |
| 안데를레흐트            | 0-3 | 1-3 | –   | 1-0 |
| 제니트 상트페테르부르크 | 2-2 | 2-3 | 1-0 | –   |

### D조
| 구단                | 경기 | 승 | 무 | 패 | 득 | 실 | 차 | 승점 |
| ------------------- | ---- | -- | -- | -- | -- | -- | -- | ---- |
| 보루시아 도르트문트 | 6    | 4  | 2  | 0  | 11 | 5  | +6 | 14   |
| 레알 마드리드       | 6    | 3  | 2  | 1  | 15 | 9  | +6 | 11   |
| 아약스              | 6    | 1  | 1  | 4  | 8  | 16 | -8 | 4    |
| 맨체스터 시티       | 6    | 0  | 3  | 3  | 7  | 11 | -4 | 3    |

|                     | RM  | MC  | DOR | AJX |
| ------------------- | --- | --- | --- | --- |
| 레알 마드리드       | –   | 3-2 | 2-2 | 4-1 |
| 맨체스터 시티       | 1-1 | –   | 1-1 | 2-2 |
| 보루시아 도르트문트 | 2-1 | 1-0 | –   | 1-0 |
| 아약스              | 1-4 | 3-1 | 1-4 | –   |

### E조
| 구단     | 경기 | 승 | 무 | 패 | 득 | 실 | 차  | 승점 |
| -------- | ---- | -- | -- | -- | -- | -- | --- | ---- |
| 유벤투스 | 6    | 3  | 3  | 0  | 12 | 4  | +8  | 12   |
| 샤흐타르 | 6    | 3  | 1  | 2  | 12 | 8  | +4  | 10   |
| 첼시     | 6    | 3  | 1  | 2  | 16 | 10 | +6  | 10   |
| 노르셸란 | 6    | 0  | 1  | 5  | 4  | 22 | -18 | 1    |

|                   | NSJ | SHK | JUV | CHL |
| ----------------- | --- | --- | --- | --- |
| 노르셸란          | –   | 2-5 | 1-1 | 0-4 |
| 샤흐타르 도네츠크 | 2-0 | –   | 0-1 | 2-1 |
| 유벤투스          | 4-0 | 1-1 | –   | 3-0 |
| 첼시              | 6-1 | 3-2 | 2-2 | –   |

### F조
| 구단          | 경기 | 승 | 무 | 패 | 득 | 실 | 차 | 승점 |
| ------------- | ---- | -- | -- | -- | -- | -- | -- | ---- |
| 바이에른 뮌헨 | 6    | 4  | 1  | 1  | 15 | 7  | +8 | 13   |
| 발렌시아      | 6    | 4  | 1  | 1  | 12 | 5  | +7 | 13   |
| BATE 보리소프 | 6    | 2  | 0  | 4  | 9  | 15 | -6 | 6    |
| 릴            | 6    | 1  | 0  | 5  | 4  | 13 | -9 | 3    |

|                 | LIL | BAY | VAL | BTE |
| --------------- | --- | --- | --- | --- |
| 릴 OSC 메트롤프 | –   | 0-1 | 0-1 | 1-3 |
| 바이에른 뮌헨   | 6-1 | –   | 2-1 | 4-1 |
| 발렌시아        | 2-0 | 1-1 | –   | 4-2 |
| BATE 보리소프   | 0-2 | 3-1 | 0-3 | –   |

### G조
| 구단                | 경기 | 승 | 무 | 패 | 득 | 실 | 차 | 승점 |
| ------------------- | ---- | -- | -- | -- | -- | -- | -- | ---- |
| 바르셀로나          | 6    | 4  | 1  | 1  | 11 | 5  | +6 | 13   |
| 셀틱                | 6    | 3  | 1  | 2  | 9  | 8  | +1 | 10   |
| 벤피카              | 6    | 2  | 2  | 2  | 5  | 5  | 0  | 8    |
| 스파르타크 모스크바 | 6    | 1  | 0  | 5  | 7  | 14 | -7 | 3    |

|                     | BAR | BEN | CEL | SM  |
| ------------------- | --- | --- | --- | --- |
| 바르셀로나          | –   | 0-0 | 2-1 | 3-2 |
| 벤피카              | 0-2 | –   | 2-1 | 2-0 |
| 셀틱                | 2-1 | 0-0 | –   | 2-1 |
| 스파르타크 모스크바 | 0-3 | 2-1 | 2-3 | –   |

### H조
| 구단                | 경기 | 승 | 무 | 패 | 득 | 실 | 차 | 승점 |
| ------------------- | ---- | -- | -- | -- | -- | -- | -- | ---- |
| 맨체스터 유나이티드 | 6    | 4  | 0  | 2  | 9  | 6  | +3 | 12   |
| 갈라타사라이        | 6    | 3  | 1  | 2  | 7  | 6  | +1 | 10   |
| CFR 클루지          | 6    | 3  | 1  | 2  | 9  | 7  | +2 | 10   |
| 브라가              | 6    | 1  | 0  | 5  | 7  | 13 | -6 | 3    |

|                     | GAL | MU  | BRA | CFR |
| ------------------- | --- | --- | --- | --- |
| 갈라타사라이        | –   | 1-0 | 0-2 | 1-1 |
| 맨체스터 유나이티드 | 1-0 | –   | 3-2 | 0-1 |
| 브라가              | 1-2 | 1-3 | –   | 0-2 |
| 클루지              | 1-3 | 1-2 | 3-1 | –   |

## 토너먼트
결승전을 제외하고 각 팀들은 상대팀과 홈 앤드 어웨이 방식으로 2경기씩 가진다. 16강전 대진 추첨은 2012년 12월 20일에 열리고, 8강전, 준결승전, 결승전 (홈팀을 결정하기 위한 추첨) 추첨은 2013년 3월 15일에 열린다.
16강전에서 조별리그의 각 조 1위 8개 팀이 시드권을 받고, 나머지 8개 팀은 시드권 받지 못한다. 시드 팀은 비시드팀과 경기를 갖게 되며, 2차전은 시드팀 경기장에서 열린다. 같은 조에서 진출했거나 또는 같은 협회 소속의 팀들은 서로 대진을 받을 수 없다. 8강전 대진 추첨에서는 시드 배정은 없으며, 같은 조 또는 같은 혐회의 팀들의 경기가 가능하다.

### 진출 팀
| 범례             |
| ---------------- |
| 16강전 시드 팀   |
| 16강전 비시드 팀 |

| 조 | 1위                 | 2위               |
| -- | ------------------- | ----------------- |
| A  | 파리 생제르맹       | 포르투            |
| B  | 샬케 04             | 아스널            |
| C  | 말라가              | 밀란              |
| D  | 보루시아 도르트문트 | 레알 마드리드     |
| E  | 유벤투스            | 샤흐타르 도네츠크 |
| F  | 바이에른 뮌헨       | 발렌시아          |
| G  | 바르셀로나          | 셀틱              |
| H  | 맨체스터 유나이티드 | 갈라타사라이      |

### 16강전
대진 추첨은 12월 20일 11시 30분 (중앙유럽 한국시간)에 하고, 1차전은 2013년 2월 12, 13, 19, 20일에 열리며, 2차전은 3월 5, 6, 12, 13일에 열린다.
| 팀 1              | 합계     | 팀 2                | 1차전 | 2차전 |
| ----------------- | -------- | ------------------- | ----- | ----- |
| 갈라타사라이      | 4 : 3    | 샬케 04             | 1 : 1 | 3 : 2 |
| 셀틱              | 0 : 5    | 유벤투스            | 0 : 3 | 0 : 2 |
| 아스널            | 3 : 3(a) | 바이에른 뮌헨       | 1 : 3 | 2 : 0 |
| 샤흐타르 도네츠크 | 2 : 5    | 보루시아 도르트문트 | 2 : 2 | 0 : 3 |
| 밀란              | 2 : 4    | 바르셀로나          | 2 : 0 | 0 : 4 |
| 레알 마드리드     | 3 : 2    | 맨체스터 유나이티드 | 1 : 1 | 2 : 1 |
| 발렌시아          | 2 : 3    | 파리 생제르맹       | 1 : 2 | 1 : 1 |
| 포르투            | 1 : 2    | 말라가              | 1 : 0 | 0 : 2 |

### 8강전
2013년 3월 15일 대진 추첨식이 열렸다. 1차전은 2013년 4월 2, 3일에 열렸으며, 2차전은 4월 9, 10일에 열렸다.
| 팀 1          | 합계   | 팀 2                | 1차전 | 2차전 |
| ------------- | ------ | ------------------- | ----- | ----- |
| 말라가        | 2–3    | 보루시아 도르트문트 | 0–0   | 2–3   |
| 레알 마드리드 | 5–3    | 갈라타사라이        | 3–0   | 2–3   |
| 파리 생제르맹 | 3–3(a) | 바르셀로나          | 2–2   | 1–1   |
| 바이에른 뮌헨 | 4–0    | 유벤투스            | 2–0   | 2–0   |

### 준결승전
홈팀을 결정하기 위한 준결승과 결승의 대진추첨이 2013년 4월 12일에 열렸다. 1차전은 2013년 4월 23, 24일에 열렸으며, 2차전은 4월 30일, 5월 1일에 열렸다.
| 팀 1                | 합계 | 팀 2          | 1차전 | 2차전 |
| ------------------- | ---- | ------------- | ----- | ----- |
| 바이에른 뮌헨       | 7–0  | 바르셀로나    | 4–0   | 3–0   |
| 보루시아 도르트문트 | 4–3  | 레알 마드리드 | 4–1   | 0-2   |

### 결승전
2012-13 시즌의 결승전은 잉글랜드 런던의 웸블리 스타디움에서 2013년 5월 25일에 열렸다.
| 보루시아 도르트문트    | 1–2 | 바이에른 뮌헨           |
| ---------------------- | --- | ----------------------- |
| 귄도안 68′ (페널티 킥) |     | 만주키치 60′ · 로번 89′ |

| 2012-13년 UEFA 챔피언스리그 우승 팀 |
| ----------------------------------- |
|                                     |
| 바이에른 뮌헨 5번째 우승            |

## 같이 보기
- 2012-13년 UEFA 유로파리그